# Umestan

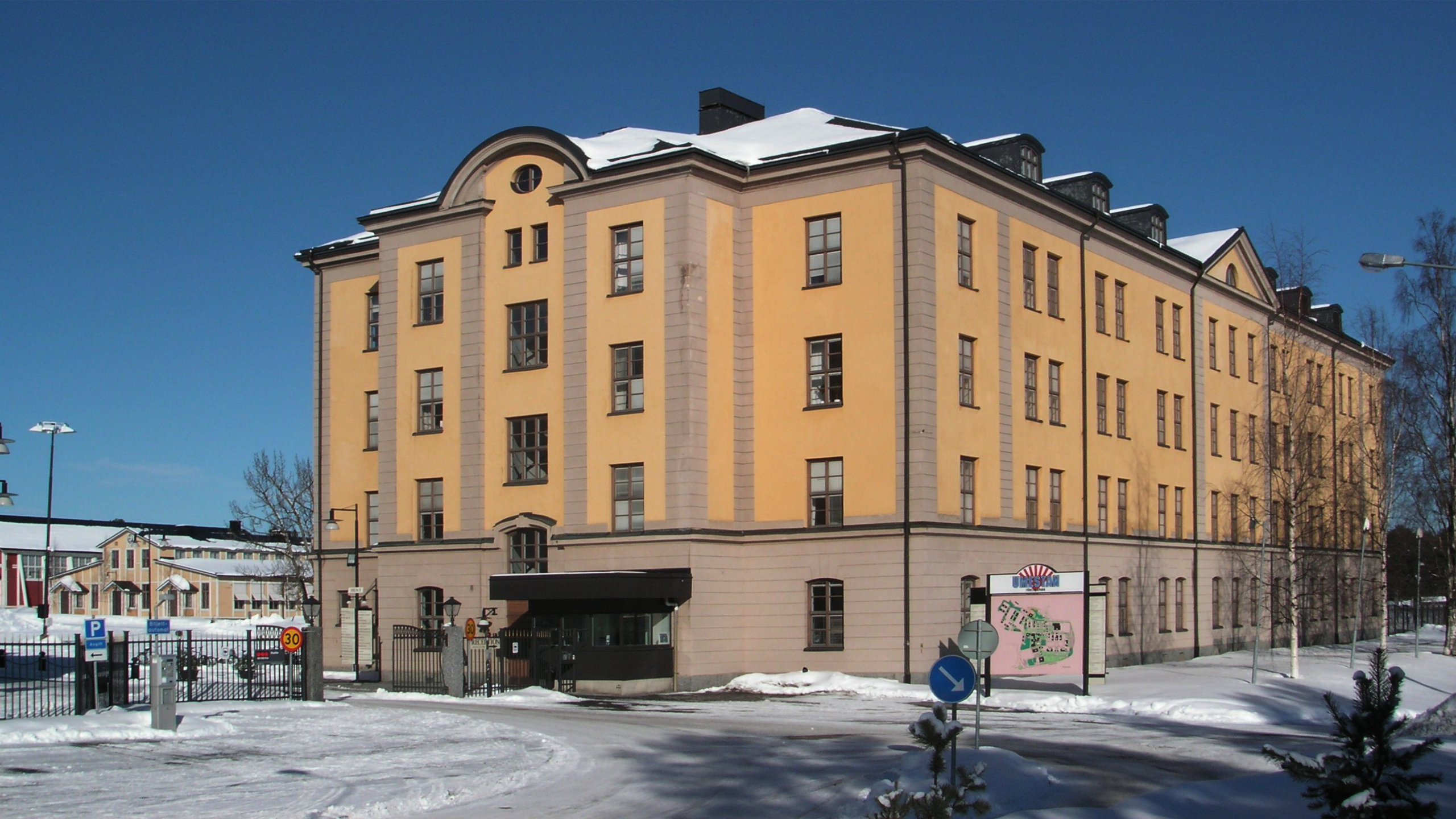
Gebouw uit 1909 van het Västerbotten Regiment, dat vanaf de E4 het meest opvalt.

Umestan is een bedrijventerrein in het centrum van Zweedse stad Umeå. Het terrein ligt een paar kilometer van het universiteitscampus. In 1998 werd Umestan gesticht toen de militaire basis van het Västerbotten Regiment moest inkrimpen qua personele bezetting. Op het terrein zijn 100 bedrijven en organisaties gevestigd en dit aantal groeit nog steeds naarmate de voorzieningen op het terrein toenemen. Het bevat twee middelbare scholen (John Bauergymnasiet en Midgårdsskolan), een basisschool (Prolympia) en een gedeelte van de politieschool Umeå University. Ook is er een restaurant Vildmannen gelegen tussen de twee middelbare scholen.